# From Time to Time - The Singles Collection
From Time to Time - The Singles Collection è la prima raccolta del cantante inglese Paul Young pubblicata il 2 settembre 1991. Contiene "Senza una donna (Without a Woman)" in duetto con Zucchero Fornaciari, successo internazionale di quell'anno.

## Tracce
1. Everytime you go away
2. Come back and stay
3. I'm Only Foolin' Myself
4. Senza una donna (Whitout a Woman) (feat. Zucchero Fornaciari)
5. I'm Gonna Tear Your Play House Down
6. Broken Man
7. Everything Must Change
8. Wonderland
9. Don't Dream It's Over
10. Love Of The Common People
11. Wherever I Lay My Hat (That's My Home)
12. Both Sides Now (Remix)
13. Some People
14. Oh Girl
15. Softly Whispering I Love You

## Classifiche

### Classifiche settimanali
| Classifica (1991-92) | Posizione massima |
| -------------------- | ----------------- |
| Australia            | 6                 |
| Belgio               | 7                 |
| Canada               | 49                |
| Danimarca            | 1                 |
| Europa               | 8                 |
| Germania             | 32                |
| Irlanda              | 2                 |
| Italia               | 14                |
| Norvegia             | 2                 |
| Nuova Zelanda        | 2                 |
| Paesi Bassi          | 3                 |
| Regno Unito          | 1                 |
| Svezia               | 6                 |

### Classifiche di fine anno
| Classifica (1991) | Posizione |
| ----------------- | --------- |
| Europa            | 62        |
| Italia            | 68        |
| Paesi Bassi       | 39        |
| Regno Unito       | 10        |
| Classifica (1992) | Posizione |
| Europa            | 78        |